# Museum.BL

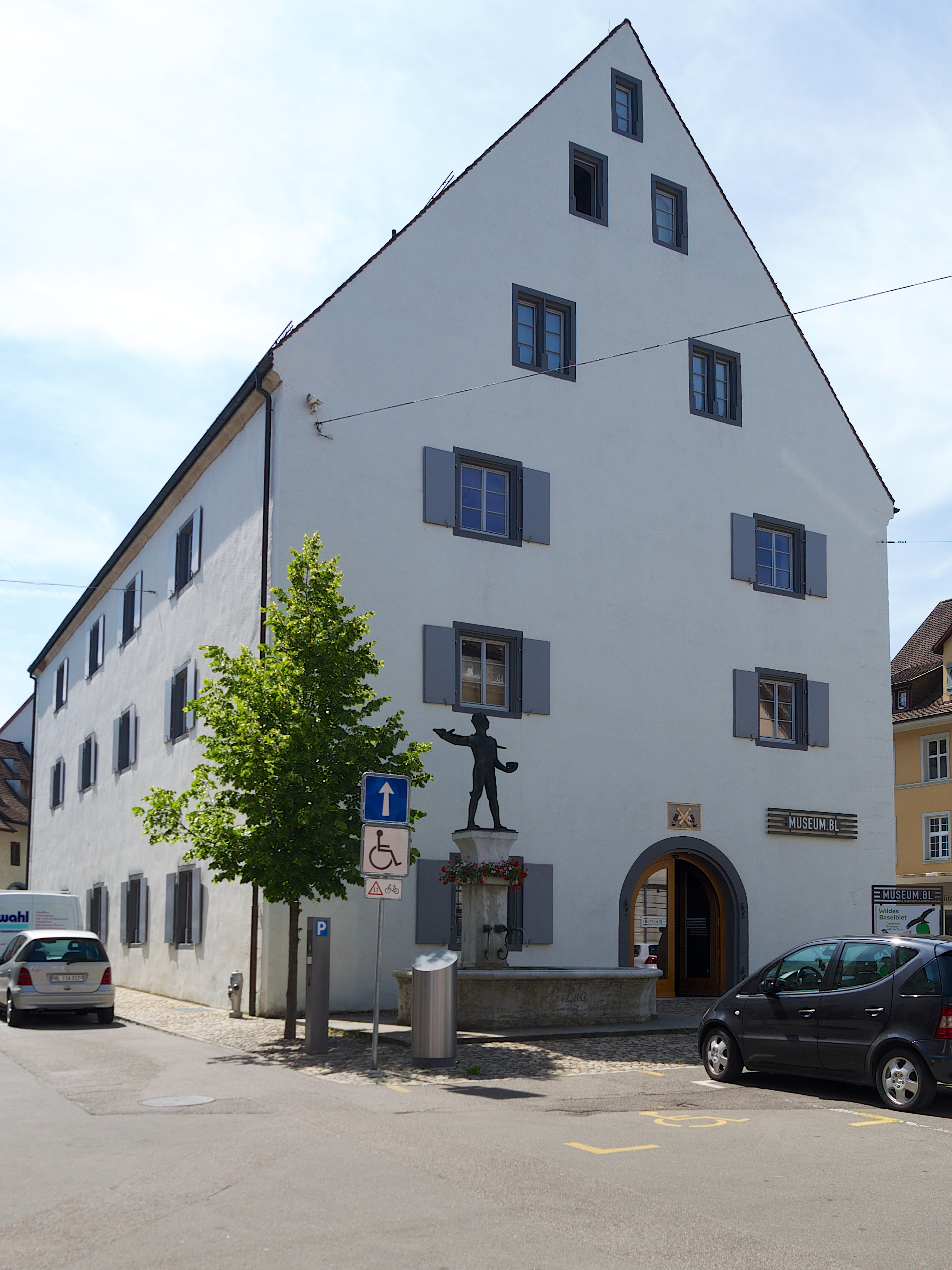
Das Museum.BL in Liestal

Das Museum.BL ist das Kantonsmuseum des Kantons Basel-Landschaft in der Schweiz. Es befindet sich an zentraler Lage in der historischen Altstadt der Kantonshauptstadt Liestal in den Räumlichkeiten des ehemaligen Zeughauses und gehört zur weiteren Basler Museumslandschaft.
Das Museum widmet sich hauptsächlich der Natur und Kultur der Region und versteht sich daneben als ein offenes Forum zu einer lebendigen und kritischen Auseinandersetzung mit Umwelt, Geschichte und Gegenwart.
In den permanenten Ausstellungen findet man Präsentationen zur Industriegeschichte, besonders der Seidenbandweberei (Hanro-Sammlung), zur Natur, zur Landschaft und zum Leben in den Städten und in der Landschaft des Kantons. Daneben finden jährlich drei bis vier wechselnde Sonderausstellungen statt, welche aktuelle Themen aufgreifen.
Im Erdgeschoss befindet sich ein für Kleinkunstdarbietungen und Ausstellungen aller Art genutzter Saal.